# 1000 taktów z Ludmiłą Jakubczak
1000 taktów z Ludmiłą Jakubczak – longplay polskiej piosenkarki Ludmiły Jakubczak, wydany w 1961 roku nakładem wydawnictwa muzycznego Polskie Nagrania „Muza”. Album powstał przy współpracy z Edwardem Czernym oraz Stefanem Rachoniem.
W nagraniu albumu uczestniczyła Orkiestra Taneczna Polskiego Radia oraz Polska Orkiestra Radiowa.

## Lista utworów
Opracowano na podstawie materiału źródłowego.
Strona A
| 1. | „Alabama” (muz. Romuald Żyliński, sł. Bogusław Choiński, Jan Gałkowski)        | 6:23  |
|    |                                                                                |       |
| 2. | „Boogie boa” (muz. Jerzy Abratowski, sł. Zbigniew Adrjański, Juliusz Głowacki) | 2:33  |
|    |                                                                                |       |
| 3. | „Tylko raz” (muz. i sł. Jerzy Michotek)                                        | 3:14  |
|    |                                                                                |       |
| 4. | „W zielonym ZOO” (muz. Jan Czekalla, sł. Andrzej Tylczyński)                   | 3:04  |
|    |                                                                                |       |
|    |                                                                                | 15:14 |
|    |                                                                                |       |
Strona B
| 1. | „Szeptem” (muz. Jerzy Abratowski, sł. Jacek Korczakowski)                           | 3:33  |
|    |                                                                                     |       |
| 2. | „Do widzenia Teddy” (muz. Władysław Szpilman, sł. Bogusław Choiński, Jan Gałkowski) | 3:52  |
|    |                                                                                     |       |
| 3. | „Wakacje z deszczem” (muz. Hanna Skalska, sł. Kazimierz Szemioth)                   | 3:14  |
|    |                                                                                     |       |
| 4. | „Gdy mi Ciebie zabraknie” (muz. Jerzy Abratowski, sł. Kazimierz Winkler)            | 3:06  |
|    |                                                                                     |       |
|    |                                                                                     | 13:45 |
|    |                                                                                     |       |